# Асоциация на азербайджанските футболни федерации
Асоциация на азербайджанските футболни федерации (на азербайджански: Azərbaycan Futbol Federasiyaları Assosiasiyası) е сдружениена футболните организации в Азербайджан.
Основана е в Баку през 1992 г. Настоящ президент е Ровнаг Абдулаев. Тя е член на ФИФА и УЕФА от 1994 г.
Федерацията е обществена организация, която ръководи развитието на футбола в страната и носи непосредствена отговорност за дейността на футболните федерации и клубове.